# Apostolisch vicariaat Mongo

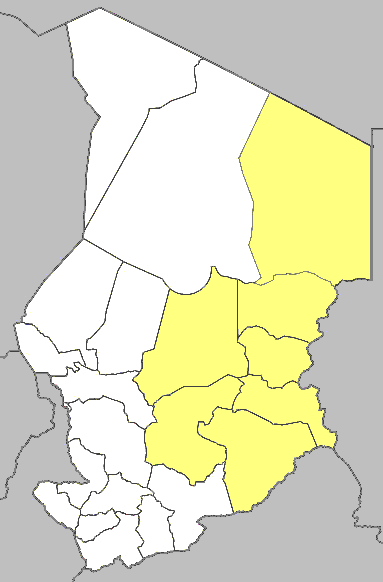
Kaart met in geel de ligging van het apostolisch vicariaat Mongo binnen Tsjaad.

Het apostolisch vicariaat Mongo (Latijn: Vicariatus Apostolicus Mongensis) is een rooms-katholiek apostolisch vicariaat in Tsjaad met als zetel Mongo. Het heeft een oppervlakte van 533.840 km².
Het vicariaat telde in 2004 5.250 katholieken, wat zo'n 0,3% van de totale bevolking van 1.700.000 was, en bestond uit 6 parochies. In 2020 waren dat 5.950 katholieken (0,2% van de totale bevolking). De overgrote meerderheid van de bevolking is moslim.

## Geschiedenis
- 1 december 2001: Opgericht als apostolische prefectuur Mongo uit delen van het aartsbisdom N'Djaména en het bisdom Sarh
- 3 juni 2009: Promotie tot apostolisch vicariaat Mongo

## Speciale kerken
De kathedraal van het apostolisch vicariaat Mongo is de Cathédrale Saint-Ignace in Mongo.

## Leiderschap
- Apostolisch prefect van Mongo
  - Henry Coudray, S.J. (1 december 2001 – 3 juni 2009, later bisschop)
- Apostolisch vicaris van Mongo
  - Henry Coudray, S.J. (2009 –  2020)
  - Philippe Abbo Chen, I.N.D.V. (2020 – )